# Арбуа-ан-Бюже
Арбуа-ан-Бюже (фр. Arboys en Bugey) — муніципалітет у Франції, у регіоні Овернь-Рона-Альпи, департамент Ен. Арбуа-ан-Бюже утворено 1 січня 2016 року шляхом злиття муніципалітетів Арбіньє i Сен-Буа. Адміністративним центром муніципалітету є Арбіньє. Населення — 667 осіб (01.01.2021).